# Gare de Pont-Marcadet
Pour les articles homonymes, voir Marcadet.
La gare de Pont-Marcadet est une ancienne gare ferroviaire française de la ligne de Paris-Nord à Lille, située dans le 18e arrondissement de Paris.
Elle est mise en service vers 1890 par la Compagnie des chemins de fer du Nord. Elle était desservie par des trains de banlieue en direction de Saint-Denis, et un raccordement la reliait à la gare de Petite Ceinture de la Chapelle-Saint-Denis.
Son nom provient du pont qui enjambe les voies menant à la gare du Nord, lui-même tiré de la rue Marcadet qui passait au-dessus (cette portion se nomme rue Ordener depuis le 23 mai 1863). Petit édifice en briques, le bâtiment voyageurs se situait à hauteur du pont qui donnait accès à la gare. Il reposait sur une plateforme métallique surplombant les deux voies situées le plus à l'est, que séparait un quai central,.
La gare ferme en 1977, lors des importants travaux en avant-gare préalables à la création de la gare souterraine de Paris-Nord. Son bâtiment et son quai sont alors détruits, aucun vestige n'en subsiste.

## Situation ferroviaire
Établie à 44 mètres d'altitude, le site de la gare de Pont-Marcadet est situé au point kilométrique (PK) 1,078 de la ligne de Paris-Nord à Lille, entre les gares de Paris-Nord et du Stade de France - Saint-Denis.
La gare se trouvait à proximité du dépôt de La Chapelle, un des plus anciens dépôts ferroviaires de Paris, créé en 1846, fermé définitivement le 25 janvier 2013. Le dépôt était accessible depuis la gare par une passerelle piétonne métallique au-dessus du faisceau des voies,.

## Histoire

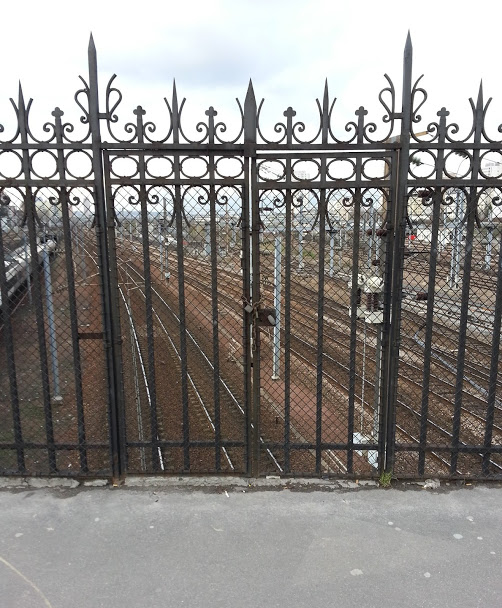
Grille d'accès à la gare de Pont-Marcadet, sur le pont éponyme, seul vestige encore visible de l'ancienne gare.

Albert Sartiaux, ingénieur en chef de l'exploitation de la Compagnie des chemins de fer du Nord, prévoit l'ouverture d'une station du Pont-Marcadet sur le raccordement entre la gare terminale et la voie de ceinture, projet de la compagnie.
La première référence officielle de la gare date du 5 août 1893, où sont publiés les chiffres du trafic de la station en 1891, en connexion avec la Petite Ceinture. Le Journal officiel du 15 novembre 1897 évoque les prix proposés par la Compagnie des chemins de fer du Nord pour la ligne de Paris-Nord à Saint-Ouen-les-Docks. Ce service empruntait la ligne de Paris-Nord à Lille jusqu'à la gare de La Plaine-Tramways, puis l'actuelle ligne de La Plaine à Ermont - Eaubonne. La station est raccordée le 17 mai 1900 au site de l'Exposition universelle de 1900, située sur le Champ-de-Mars, à la gare du Nord, en empruntant les voies de la ligne de Petite Ceinture.

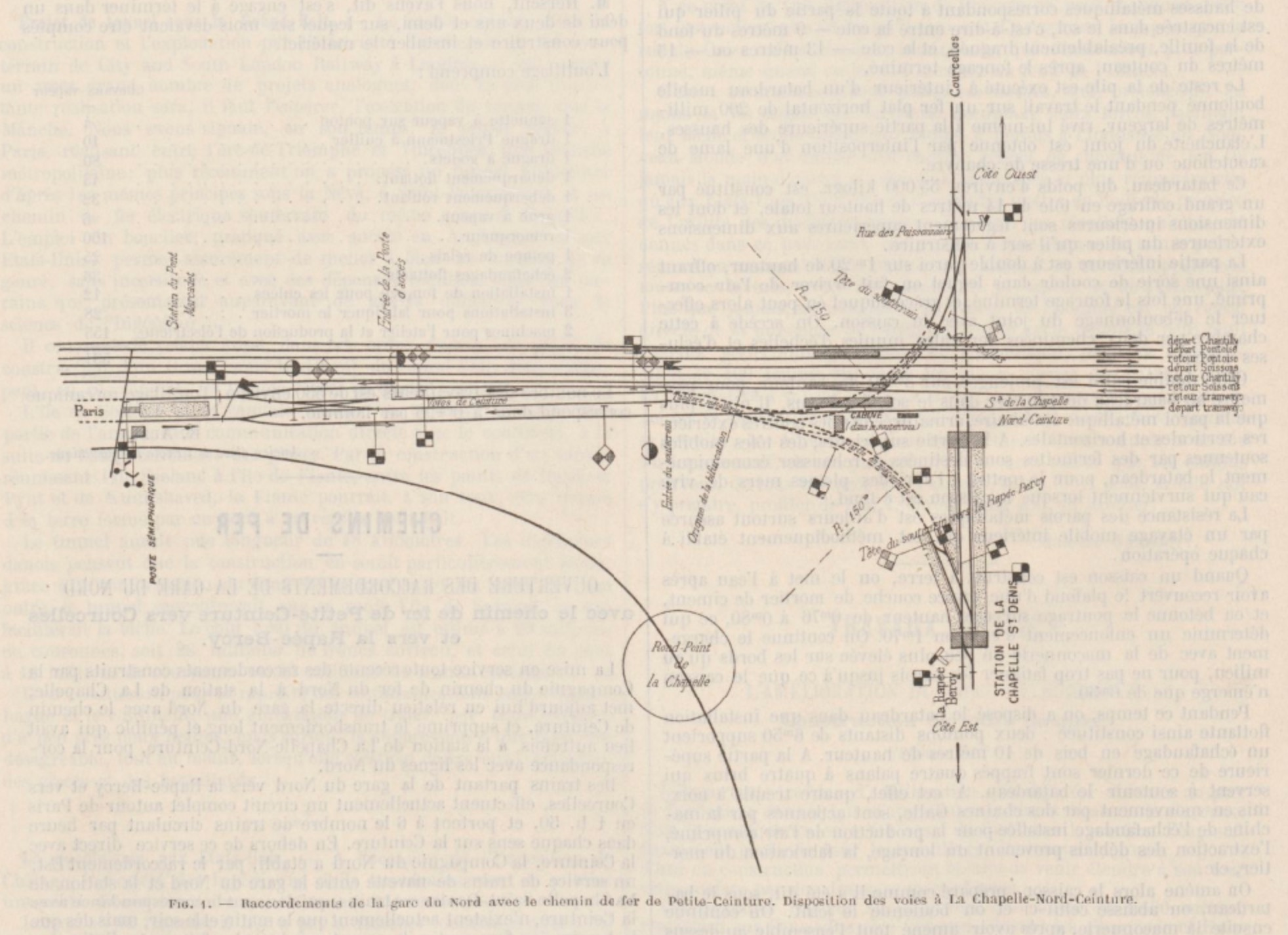
Raccordement de la gare de Paris-Nord avec le chemin de fer de Petite-Ceinture. Disposition des voies de la Chapelle-Nord-Ceinture. Source : « Le Génie civil : revue générale des industries françaises et étrangères » (5 août 1893).

La halte permet des correspondances avec les trains de la ligne de ceinture par le raccordement entre la gare de La Chapelle-Saint-Denis et la gare de Paris Nord. Elle dessert les quartiers de la Chapelle et de la Goutte-d'Or. Elle est notamment fréquentée par des cheminots de la compagnie travaillant aux ateliers de La Chapelle.
En 1908, les trains circulaires, prenant le raccordement pour la gare du Nord, sont supprimés. La compagnie met en service une navette, entre la gare du Nord et la gare de La Chapelle-Saint Denis, assurée par un autorail à vapeur surnommé « cage à poules », qui dessert la gare de Pont-Marcadet.
Le 25 septembre 1977, les trains de la ligne de La Plaine à Ermont - Eaubonne ont pour terminus la gare de Saint-Ouen-Garibaldi, en raison du démarrage des grands travaux en avant-gare du Nord, en vue de la création de la gare souterraine du futur RER et de l'interconnexion Nord-Sud. Les gares de Pont-Marcadet et de La Plaine-Tramways sont définitivement fermées. Le faisceau ferroviaire de la gare du Nord est alors considérablement agrandi et le pont est prolongé vers l'est,. Les derniers vestiges de la gare sont alors détruits.

## Lignes de bus
Les lignes 60 et 302 du réseau de bus RATP, qui empruntent la rue Ordener (ancienne rue Marcadet) ont un arrêt « Pont Marcadet », à proximité du pont, du même nom, qui enjambe les voies ferrées à l'approche de la gare du Nord.